# Johann Preyer

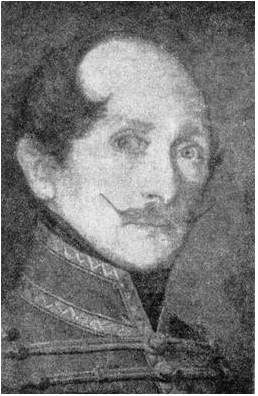
Johann Preyer

Johann Nepomuk Preyer (* 28. Oktober 1805 in Lugosch, Österreich (heute Rumänien); † 11. Oktober, 1888 in Kirchberg, Niederösterreich) war Schriftsteller und von 1844 bis 1858 Bürgermeister der heute zu Rumänien gehörenden Stadt Timișoara.

## Leben
Johann Preyer war der Sohn eines österreichischen Rentmeisters. Nach dem Piaristengymnasium in Temeswar, dem Lyzeum in Szeged und der Rechtsakademie in Pest studierte Preyer Rechtswissenschaften an den Fakultäten von Oradea, Bratislava und zuletzt Pest, wo er 1828 seinen Studienabschluss mit glänzenden Qualifikationen bestand. Bis 1830 verdingte er sich als Hofmeister. Danach trat er in den Komitatsdienst in seiner Heimatstadt und war seit 1832 dort als Wirtschaftsexperte und Finanzfachmann gefragt. Als Sympathisant der liberalen Reformer Ungarns wurde er als Umstürzler angesehen.

### Preyer als Politiker
In den 1830er Jahren verschlechterte sich die kommunale Finanzlage extrem, und Temeswar war der Austragungsort zahlreicher politischer Fehden. Preyer war ein Befürworter von Sanierungen bzw. Modernisierungen. Als Wortführer von Delegationen, Verfasser von Petitionen, mit denen er die Bürger zu Selbsthilfeaktionen veranlassen wollte, erwarb sich Preyer im konservativen Lager zahlreiche Widersacher, die ihn auch am Wiener Hof in Verruf brachten. In der Folge konnte er bis 1842 seine Vorstellungen von Kommunalpolitik nicht verwirklichen. 1844 wurde er zum Bürgermeister Temeswars gewählt und nahm intensiv Einfluss auf die Politik in der Landeshauptstadt des Banats.
Im Zuge der Ungarischen Revolution 1848/1849 belagerte das ungarische Revolutionsheer Temeswar, wobei die Verteidigung der Festung der österreichischen Garnison unter dem Befehl von General Georg von Rukavina oblag. Am 9. August 1849 wurde das Revolutionsheer vor Temeswar geschlagen, und damit endeten hier die europäischen 1848er Bewegungen. Preyer blieb vorerst im Amt. Es gelang ihm, die durch die Belagerung stark geschädigte Stadt und deren Wirtschaftspotential wiederherzustellen. In den 1850er Jahren gewann Preyer einige Prozesse für seine Stadt, galt aber den Militärbehörden als unangenehmer Widersacher. Am 8. Februar 1858 wurde er unerwartet abgesetzt. Die Verdienste Preyers während seiner Amtszeit waren unter anderem:
- der Anschluss an das Telegraphennetz der Monarchie
- der Bau eines Gaswerks
- die Einführung der öffentlichen Gasbeleuchtung
- der Anschluss ans Eisenbahnnetz und der Ausbau der Stadt zu einem wichtigen Verkehrsknotenpunkt
- die Gründung des Sparkassenvereins und des Musikvereins und einer 1848 aufgelösten Rechtsakademie

Preyer wurde später „einer der tüchtigsten, genialsten und thatkräftigsten Bürgermeister Temesvárs“ und „Finanzmann par excellence“ genannt. Von 1861 bis 1876 war er in Temeswar als Gerichtsrat, Präsident des Strafgerichts und ab 1871 als Erster Gerichtsrat des königlichen Gerichtshofes tätig.

### Preyer als Schriftsteller
Das literarische Schaffen Preyers entsprach seiner humanistischen Bildung: er war bestrebt, klassische Modelle in deutscher Sprache nachzugestalten.
Seine literarischen Werke von 1828 bis zu seinem Tode waren zeittypisch und von regionaler Bedeutung. Verse und Kurzbeiträge des jungen Preyer erschienen in der Zeitschrift Iris in Pest, und in Temeswar war er Mitarbeiter des Bürgermeisters Josef Klapka, der die Banater Zeitschrift für Landwirtschaft, Handel, Kunst und Gewerbe herausgab und wie Klapka ein Förderer des deutschen Stadttheaters war.
Die größte Wirkung ging von Preyers historischen und gesellschaftskritischen Schriften aus. Mit seinem ersten Buch Des ungrischen Bauer’s früherer und gegenwärtiger Zustand, nebst einer Darstellung der Folgen und Wirkungen desselben von 1838 ging er auf die Agrarverhältnisse im Königreich Ungarn ein und suchte nach Möglichkeiten, vorhandene Rückständigkeiten zu beseitigen, gemäß seinem Prinzip: „Ohne Geistesbildung ist kein Fortschreiten denkbar.“ Die 1848er Ereignisse bewiesen die Richtigkeit der Reformüberlegungen Preyers.
Preyers Ehrgeiz galt der Lyrik, mit der er 1828 begann und die er 1858 in dem Sammelband Ver sacrum. Gedichte zusammenfasste. Es überwog die Lyrik politischen und weltanschaulich-bekenntnishaften Charakters. Versuche dieser Art wurden nach 1848 von den Zeitgenossen nicht beachtet. Auch die in der Pester Iris, im Wiener Sammler, in Klapkas Temeswarer Zeitschrift publizierten Aphorismen, Erzählungen, und Rätsel Preyers wurden schnell vergessen.
Preyers Bemühungen um deutsches Regionaltheater fiel eher ins Gewicht. In der Budapester Zeitschrift Der Spiegel veröffentlichte er Theaterkritiken über das deutsche Stadttheater in Temeswar. Als Kommunalpolitiker unterstützte er die Tätigkeit dieses Theaters, dem er auch durch eigene Bühnenwerke zu einem eigenständigen Repertoire verhelfen wollte. Sein Künstlerdrama Canova von 1853 war das erste Stück Preyers, das den Rückzug des Künstlers ins Privatleben darstellte, jedoch weitgehend unbeachtet blieb.
Ebenso erhielt das Drama Die Sulioten von 1854 in einer Zeit, in welcher jede sozialkritische Äußerung von der Zensur unterbunden wurde, keine öffentliche Zustimmung. Es ging darin um den Unabhängigkeitskampf der Griechen. Die Hinweise auf die ungarischen Freiheitsbestrebungen waren zu offensichtlich, als dass sie nach der Niederlage der Revolution übersehen werden konnten. Das Trauerspiel Hannibal stellte Preyer 1860 fertig, konnte es jedoch erst 1882 veröffentlichen, weil dort die Gleichsetzung Ungarns mit Karthago und seinem Untergang jedem Betrachter ins Auge fiel. Der Dramatiker hatte sich selbst, anders als bei seinen übrigen Stücken, in Wien und München um eine Aufführung bemüht, aber dort niemanden gefunden, der für Ungarn und dessen Angelegenheiten eine Lanze brechen wollte.
Nach seiner Entlassung als Bürgermeister hielt sich Preyer von 1858 bis 1861 in Gmunden am Traunsee auf. Diese Zeit empfand er als sein Exil, in dem er allerdings literarisch sehr produktiv war. Nach der Rückführung des Banats an Ungarn 1860 kehrte er 1861 nach Temeswar zurück, wo er bis 1876 Belletristik und sozialgeschichtliche Untersuchungen publizierte und stellvertretender Präsident des Südungarischen Historisch-Archäologischen Vereins war.
1863 veröffentlichte Preyer sein bekanntestes Werk, die Monographie der königlichen Freistadt Temesvár. Im Banat wurde diese Darstellung als Modell empfunden, vor allem die Stadtgeschichte wurde zum ersten Mal gründlich dargestellt. Ein Widmungsexemplar für Kaiser Franz Joseph I. sollte diesen an seinen Besuch in Temeswar 1852 erinnern und brachte Preyer eine Auszeichnung ein. 1873 erschien Der Zustand der Juden im Banate im 18. Jahrhundert.
Die ungarische Thematik wurde in Preyers letzten beiden Dramen noch deutlicher dargestellt: anstelle symbolischer Verfremdungen wählte er zuletzt Stoffe aus der ungarischen Geschichte: Hunyady László von 1882 behandelte die Hofintrigen, die zur Ermordung des ältesten Sohnes von Johann Hunyadi führten. Das Versepos Salamon rief Ereignisse aus dem 11. Jahrhundert in Erinnerung, in dem es auch um eine multinationale Verständigung ging. Er bemühte sich bei der Cotta’schen Verlagsbuchhandlung vergeblich um die Drucklegung.
Preyers Ziel war es, außerhalb des regionalen Bezugsfeldes beachtet zu werden. Die Berücksichtigung der historischen Komponente wie auch bei seinen binnendeutschen Zeitgenossen nach 1848 hätte eine Annäherung ermöglicht. Wegen seines Engagements für die Rechte und Freiheiten Ungarns und der Ungarn (ein damals in Deutschland unübliches Verhalten) und der Pflege des 1848er Erbes wurden seine Wünsche nicht erfüllt. So blieb sein literarisches Werk vorwiegend Regionalhistorikern und Literaturwissenschaftlern vorbehalten.
Seine letzten Lebensjahre von 1876 bis 1888 verbrachte Preyer in Kirchberg bei seiner Tochter.
Werke:
- Des ungrischen Bauer’s früherer und gegenwärtiger Zustand, nebst einer Darstellung der Folgen und Wirkungen desselben, Pest: Hartleben 1838.
- Monographie der königlichen Freistadt Temesvár, Temesvár 1853 (Neuauflage zweisprachig: deutsch und rumänisch 1995. Übersetzung Adam Mager und Eleonora Pascu; Vorwort Eleonora Pascu; Nachwort und Anmerkungen Prof. Dr. Ioan Hațegan. Timișoara: Amarcord).
- Canova. Dramatisches Gedicht, Leipzig: Brockhaus 1853.
- Die Sulioten. Trauerspiel in fünf Aufzügen, Leipzig: Brockhaus 1854.
- Ver sacrum, Gmunden am Traunsee: Habacher 1858.
- Hannibal. Tragödie in fünf Aufzügen, Wien: Carl Gerold’s Sohn 1882.
- Hunyady László. Tragödie in fünf Aufzügen, Wien: Carl Gerold’s Sohn 1882.

## Ehrung und Würdigung
Bereits im 19. Jahrhundert wurde zu Ehren Küttels eine Straße im Stadtbezirk Josefstadt nach ihm benannt, die Preyer utcza. Die deutsche Bevölkerung nannte sie Preyergasse. Zwar wurde diese zu rumänischer Zeit vorübergehend in Strada Iosif Rangheț umbenannt, heißt heute aber wieder Strada Ioszef Preyer.